# Pherallodichthys meshimaensis
Pherallodichthys meshimaensis är en fiskart som beskrevs av Shiogaki och Dotsu, 1983. Pherallodichthys meshimaensis ingår i släktet Pherallodichthys och familjen dubbelsugarfiskar. Inga underarter finns listade i Catalogue of Life.